# Випассана
Випасса́на, или випашьяна (санскр. विपश्यना, IAST: vipaśyanā «проникновенное видение») — вид медитации в буддизме, созерцание четырёх благородных истин и идеи невечности. «Динамическая» (аналитическая) медитация в отличие от статической (шаматха).

## Випассана в Палийском каноне
В суттах Палийского канона Будда и его ученики употребляют словосочетание «випассана-бхавана», что значит «развитие видения-как-есть». Те, кто занимаются таким развитием, должны прийти к осознанию непостоянства (аничча), неудовлетворительности (дуккха) и безличности (анатта) явлений опыта (дхамма). Такая практика должна привести к разотождествлению с элементами опыта и, таким образом, устранить предпосылку для появления психологического, а затем и физического страдания.
В суттах Будда предлагает несколько подходов к практике випассаны. Випассана-бхавана в Палийском каноне — одно из двух основных направлений развития медитации, — наряду с «саматха-бхавана», развитием спокойствия, собранности и сосредоточения.

## Випассана в современнойТхераваде
В XIX веке в Мьянме буддийские монахи разработали ряд подходов к медитации на основе Палийского канона, которые получили известность под названием «випассана». На данный момент «випассаной» чаще всего называют методики медитации, преподававшиеся Махаси Саядо и Сатья Нараяном Гоенкой. В Индии, а также в России, Украине, Казахстане, Республике Беларусь и других странах большую популярность приобрели 10-дневные курсы Випассаны по Гоенке, в то время как в традиционно буддийских странах — Таиланде, Мьянме и Шри-Ланке чаще можно встретить випассану по Махаси Саядо. В странах Западной Европы и Северной Америки представлены различные традиции, в которых обучают випассане. Преподавая випассану, в традиции Гоенки дистанцируются от религиозности в целом, в том числе от буддизма, — в то время как другие учителя рассматривают випассану как часть буддийской традиции. Как курсы Гоенки, так и обучение випассане в буддийской традиции как правило бесплатно.

## Випашьяна в Махаяне и тибетском буддизме
Санскритское слово «випашьяна» было переведено на тибетский язык как лхагтонг («божественное, или высшее, видение»). В разных традициях тибетского буддизма обучают разным методикам випашьяны; как правило медитация випашьяна в тибетском буддизме направлена на распознавание пустотности ума и мира.